# (88) Thisbe
(88) Thisbe ist ein Asteroid des mittleren Hauptgürtels, der am 15. Juni 1866 vom deutsch-US-amerikanischen Astronomen Christian Heinrich Friedrich Peters am Litchfield Observatory in New York entdeckt wurde.
Die Benennung des Asteroiden erfolgte nach dem babylonischen Liebespaar Pyramus und Thisbe aus der antiken Sage, das auch in William Shakespeares Komödie „Ein Sommernachtstraum“ eine wichtige Rolle spielt.

## Wissenschaftliche Auswertung
Mit Daten radiometrischer Beobachtungen im Infraroten am Kitt-Peak-Nationalobservatorium in Arizona im März 1975 wurden für (88) Thisbe erstmals Werte für den Durchmesser und die Albedo von 210 km und 0,05 bestimmt. Am 7. Oktober 1981 erfolgte eine Bedeckung des Sterns 9. Größe SAO 187124 durch (88) Thisbe. Dieses Ereignis konnte von mehreren Beobachtern in den Vereinigten Staaten beobachtet werden. Unter der Annahme eines nahezu kreisförmigen Profils wurde ein Durchmesser des Asteroiden von 221,8 km bestimmt. Aus Ergebnissen der IRAS Minor Planet Survey (IMPS) wurden 1992 Angaben zu Durchmesser und Albedo für zahlreiche Asteroiden abgeleitet, darunter auch (88) Thisbe, für die damals Werte von 200,6 km bzw. 0,07 erhalten wurden. Radarastronomische Untersuchungen am Arecibo-Observatorium vom 25. August bis 10. Oktober 2000 bei 2,38 GHz ergaben einen effektiven Durchmesser von 207 ± 22 km. Mit dem Verfahren der Speckle-Interferometrie wurde (88) Thisbe am 30. September 2000 mit dem Telescopio Nazionale Galileo (TNG) am Roque-de-los-Muchachos-Observatorium auf La Palma beobachtet. Aus den gemessenen Daten konnte ein mittlerer Durchmesser von 176 km abgeleitet werden. Mit einer hochaufgelösten Aufnahme mit dem Adaptive Optics (AO)-System am Teleskop II des Keck-Observatoriums auf Hawaiʻi im Infraroten vom 16. August 2009 konnte ein äquivalenter Durchmesser von 220 ± 19 km abgeleitet werden. Nach der Reaktivierung von NEOWISE im Jahr 2013 und Registrierung neuer Daten wurden die Werte 2016 mit 176,2 oder 181,8 km bzw. 0,07 angegeben, diese Angaben beinhalten aber hohe Unsicherheiten. Mit einer Auswertung von neun Sternbedeckungen durch den Asteroiden konnte in einer Untersuchung von 2020 ein mittlerer Durchmesser von 218,2 ± 7,4 km bestimmt werden.
Photometrische Beobachtungen von (88) Thisbe fanden erstmals statt vom 25. August bis 11. Oktober 1977 am Osservatorio Astronomico di Torino in Italien und am Kitt-Peak-Nationalobservatorium. Aus der aufgezeichneten Lichtkurve wurde eine Rotationsperiode von 6,042 h bestimmt. Nahezu gleichzeitig gab es auch Messungen vom 17. September bis 16. Oktober 1977 an der Station Ostrowik des Astronomischen Observatoriums der Universität Warschau. Hier wurde für die Rotationsperiode ein etwas ungenauerer Wert von 6,10 h abgeleitet. Auch eine weitere Beobachtung am 22. November 1982 in Turin passte zu der bereits früher dort bestimmten Periode und am 7. und 10. Januar 1984 konnte am selben Observatorium aus den Messdaten erneut eine Rotationsperiode von 6,042 h bestimmt werden. In einer Untersuchung von 1986 wurden dann aus den Beobachtungen der Jahre 1977, 1982 und 1984 für ein zweiachsig-ellipsoidisches Modell des Asteroiden zwei alternative Lösungen für die Position der Rotationsachse mit einer prograden Rotation errechnet. Photometrische Messungen aus dem Jahr 1986 mit dem Carlsberg-Meridiankreis am Roque-de-los-Muchachos-Observatorium auf La Palma wurden zu einer Rotationsperiode 6,0416 h ausgewertet, während Messungen am 29. und 30. August 1986 am North Valley Stream Observatory in New York die bekannte Periode bestätigen konnten.

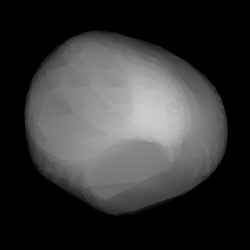
Berechnetes 3D-Modell von (88) Thisbe

Eine Forschergruppe an der University of Arizona und am Planetary Science Institute in Tucson führte in den 1980er Jahren ein Programm zur „Photometrischen Geodäsie“ einer Anzahl von schnell rotierenden Asteroiden des Hauptgürtels durch, darunter auch (88) Thisbe. Beobachtungen am Kitt-Peak-Nationalobservatorium bei fünf Gelegenheiten zwischen Dezember 1982 und Juni 1986 lieferten keine zunächst verwertbaren Lichtkurven. In einer Untersuchung von 1988 konnte jedoch eine wahrscheinlichste Lösung für die Position der Rotationsachse bestimmt werden mit prograder Rotation und einer Periode von 6,04133 h. Die Achse stand dabei in einem steilen Winkel zur Ekliptik. Außerdem wurden die Achsenverhältnisse eines dreiachsig-ellipsoidischen Gestaltmodells berechnet, allerdings für die dritte Achse mit großer Unsicherheit. Die relativ wenigen zuvor verwerteten Lichtkurven wurden in einer Auswertung von 1991 durch weitere eigene Messungen vom 22. und 23. Dezember 1988 sowie 12. und 14. April 1989 ergänzt und unter zusätzlicher Verwendung der Beobachtungsdaten des Turiner Observatoriums vom Januar 1984 noch einmal überarbeitet. Bei unveränderter Periode konnte jetzt eine korrigierte Lage der Rotationsachse und neue Werte für die Achsenverhältnisse, insbesondere mit einer geringeren Unsicherheit bestimmt werden.
Eine unabhängige Untersuchung von 1990, die die gleichen Ausgangsdaten wie die Forschergruppe verwendete, konnte hinsichtlich der Position für die Rotationsachse zwei Alternativen mit steil angestellter Lage zur Ekliptik ableiten, vergleichbar mit der Untersuchung von 1986. Die Rotationsperiode wurde hier zu 6,04134 h bestimmt. Auch in einer weiteren Untersuchung von 1995 wurden aus den Lichtkurven der Jahre 1977 bis 1989 eine von der Lösung der Forschergruppe abweichende Position für die Rotationsachse mit prograder Rotation erhalten, während die neu bestimmten Achsenverhältnisse und die abgeleitete Rotationsperiode mit 6,04134 h nahezu den gleichen Wert annahmen.
Mit den von 1977 bis 1989 archivierten Daten aus dem Uppsala Asteroid Photometric Catalogue (UAPC) konnte in einer Untersuchung von 2003 ein Gestaltmodell des Asteroiden mit einigen großen flachen Regionen sowie eine eindeutige Position für die Rotationsachse mit prograder Rotation und einer Periode von 6,04130 h bestimmt werden. Die Achse war allerdings gegenüber den früheren Berechnungen weniger steil angestellt zur Ekliptik. Die Oberfläche schien auch leichte Schwankungen in der Albedo aufzuweisen. Die Auswertung von Beobachtungen zweier Sternbedeckungen durch den Asteroiden vom 7. Oktober 1981 (siehe oben) sowie vom 21. Februar 2007 zeigte in einer neuen Untersuchung von 2011, dass ein Gestaltmodell des Asteroiden sehr gut mit den Beobachtungsdaten in Übereinstimmung zu bringen war. Die entsprechende Lage der Rotationsachse weicht jedoch gänzlich von derjenigen ab, die in der Untersuchung von 2003 gefunden worden war. Für die Größe und die Rotationsperiode des Asteroiden wurden nun Werte von 204 ± 14 km und 6,04131 h gefunden. Die Auswertung von 28 vorliegenden Lichtkurven und zusätzlichen Daten der Lowell Photometric Database ermöglichte dann in einer Untersuchung von 2016 erneut die Erstellung eines Gestaltmodells für den Asteroiden und die Angabe einer ähnlichen Position der Rotationsachse wie 2011 mit einer Periode von 6,04132 h.
Die Auswertung einer nahen Begegnung zwischen den Asteroiden (88) Thisbe und (7) Iris im Dezember 1952 bis auf etwa 2,6 Mio. km führte 2001 zu einer Abschätzung für die Masse von (88) Thisbe von etwa 14,7·1018 kg. Neue Abschätzungen von Masse und Dichte für (88) Thisbe aufgrund von gravitativen Beeinflussungen auf Testkörper ergaben dann in Untersuchungen im Jahr 2008 eine Masse von etwa 11,4·1018 kg und im Jahr 2012 von etwa 15,3·1018 kg, was mit einem angenommenen Durchmesser von etwa 204 km zu einer Dichte von 3,44 g/cm³ führte bei keiner Porosität. Diese Werte besitzen eine Unsicherheit im Bereich von ±24 %. Eine weitere Untersuchung von 2017 bestimmte die Masse von (88) Thisbe mit zwei Methoden zu etwa 10,4·1018 kg bzw. 13,7·1018 kg.

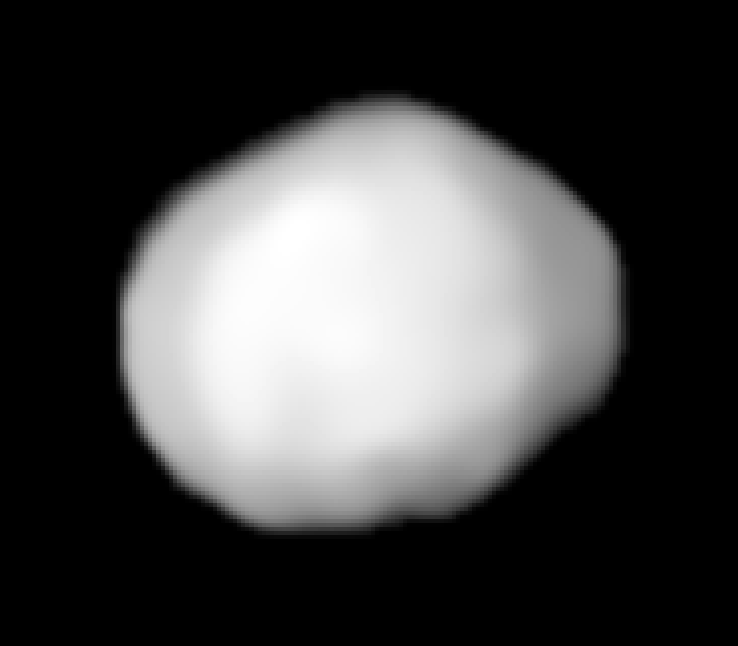
Aufnahme von (88) Thisbe durch das Very Large Telescope (VLT) am 8. Juli 2018

Mit dem neuen Algorithmus All-Data Asteroid Modeling (ADAM) wurde dann 2017 ein Gestaltmodell erstellt, das alle verfügbaren photometrischen, photographischen und sternbedeckungsbasierten Daten in Verbindung mit hochaufgelösten Infrarot-Aufnahmen des Keck-II-Teleskops auf Hawaiʻi vom Juni 2003 und August 2009 (siehe oben) gut reproduziert. Für die Rotationsachse wurde eine verbesserte Position bestimmt und die Rotationsperiode zu 6,04132 h berechnet. Für die Größe gab es eine verlässliche Bestimmung zu einem volumenäquivalenten Durchmesser von 212 ± 10 km. Die entsprechende Schüttdichte von 3,1 g/cm³ wäre für einen Asteroiden des C-Typs eher hoch, ist aber für den B-Typ-Asteroiden (88) Thisbe vergleichbar mit dem B-Typ-Asteroiden (2) Pallas, allerdings aufgrund der ungenauen Masseschätzung ebenfalls unsicher.
Neue photometrische Beobachtungen von (88) Thisbe erfolgten noch einmal vom 24. Oktober bis 23. November 2019 mit den ferngesteuerten Teleskopen TRAPPIST-North am Oukaïmeden-Observatorium in Marokko und TRAPPIST-South am La-Silla-Observatorium in Chile. Aus der Lichtkurve wurde hier eine Rotationsperiode von 6,0411 h bestimmt. Im Jahr 2021 wurde aus archivierten Daten und photometrischen Messungen von Gaia DR2 erneut eine Rotationsachse mit prograder Rotation berechnet. Die Rotationsperiode wurde dabei zu 6,04132 h bestimmt.
Ein umfangreiches Programm der Europäischen Südsternwarte (ESO) zielte darauf ab, die 3D-Form und damit die Dichte von großen Hauptgürtel-Asteroiden zu ermitteln, um ihre Entstehung und Entwicklung besser zu belegen. Es wurden dazu mit dem adaptiven Optikinstrument SPHERE des Very Large Telescope (VLT) am Paranal-Observatorium in Chile hochauflösende Bilder von 42 großen (D > 100 km) Hauptgürtel-Asteroiden aufgenommen, darunter auch (88) Thisbe. Neben hochaufgelösten Bildern des Asteroiden konnten in der finalen Auswertung 2022 unter anderem folgende Daten erfasst werden:
- Mittlerer Durchmesser 218 ± 3 km
- Abmessungen in drei Achsen (241 × 221 × 195) km
- Masse 11,6·1018 kg
- Dichte 2,14 g/cm³
- Albedo 0,06
- Rotationsperiode 6,04132 h
- Position der Rotationsachse mit prograder Rotation

Neue Auswertungen von Gaia DR3-Daten einer Begegnung von (88) Thisbe mit dem etwa 5 km großen Asteroiden (26094) 1988 NU am 13. Oktober 2016 bis auf etwa 620.000 km bei einer Relativgeschwindigkeit von 1,3 km/s sowie einer weiteren Begegnung mit dem Asteroiden (88021) 2000 UZ69 am 11. Mai 2019 bis auf etwa 288.000 km bei einer Relativgeschwindigkeit von 1,6 km/s ergaben in einer Untersuchung von 2023 genauere Werte für die Masse und die Dichte von (88) Thisbe von 7,20·1018 kg bzw. 1,33 g/cm³.